# Ulrich Wieland

Uli Wieland, 1934

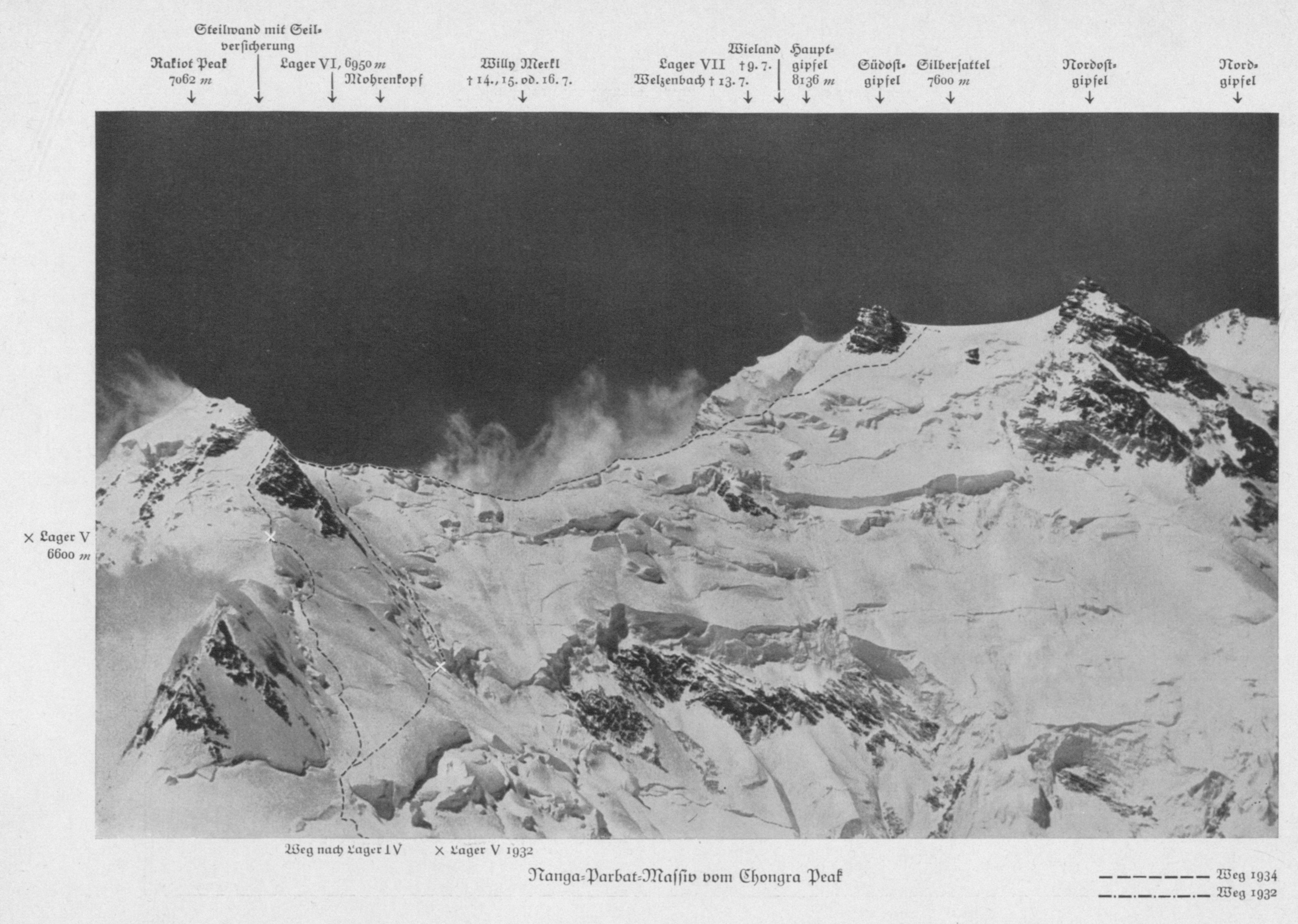
Rakhiot Seite mit Routenangaben, die Sterbeorte von Willy Merkl, Willo Welzenbach und Wieland sind gekennzeichnet

Ulrich „Uli“ Wieland (* 5. Juni 1902 in Ulm; † 9. Juli 1934 am Nanga Parbat, Pakistan) war ein deutscher Bergsteiger und Alpinpionier.

## Leben
Uli Wieland wurde als Sohn von Philipp Wieland († 1949 am Thunersee) und seiner Frau Lydie Wieland († 1938) in Ulm geboren. Er wuchs als jüngstes Kind einer Fabrikantenfamilie mit zwei Schwestern und drei Brüdern auf.
Sein Großvater Philipp Jakob Wieland hatte 1820 die Wieland-Werke in Ulm und Vöhringen gegründet. Nach Ablegung des Abiturs am Realgymnasium in Ulm und anschließendem Studium erweiterte der junge Diplomingenieur seine beruflichen Erfahrungen bei einem dreijährigen Auslandsaufenthalt in den Vereinigten Staaten von Amerika. Vor Antritt seines Studiums praktizierte er in den Jahren 1921/22 bei den Siemens-Schuckertwerken in Nürnberg und bei der Maschinenfabrik in Heidenheim. Nach seiner Rückkehr aus den USA war er ab 1930 leitender Angestellter im Unternehmen seiner Familie.
Bereits im Alter von 15 Jahren war Wieland begeisterter Bergsteiger. Auch als Student zog es ihn in seiner Freizeit in die Berge.
Am 8. Juni 1930 bestieg er im Rahmen einer internationalen Expedition zum Kangchendzönga unter Führung von Günter Oskar Dyhrenfurth den 7459 m hohen Jongsong Peak im Himalaya. Eine Besteigung des Kangchendzönga war aufgrund der widrigen Witterung und des Schneesturms nicht möglich.
Im Jahr 1934 nahm Uli Wieland an der Deutschen Nanga-Parbat-Expedition teil, deren Ziel die Erstbesteigung des 8125 m hohen Nanga Parbat war. Am 8. Juli schlug das Wetter jedoch um und ein Orkan verbunden mit starkem Schneetreiben kam auf, als die Gruppe nur 241 Meter unterhalb des Gipfels war. Aufgrund der fortgeschrittenen Erschöpfung und der widrigen Bedingungen verstarb Uli Wieland am 9. Juli 1934 und ist seitdem am Berg verschollen. Neun weitere Bergsteiger kamen bei dieser Expedition ums Leben: Alfred Drexel am 8. Juni, Willo Welzenbach am 14. Juli, Willy Merkl am 16. Juli sowie die sechs Sherpas Nima Nurbu, Nima Thashi, Nima Dorje, Pinzo Nurbu, Dakshi und Gay-Lay.

### Sonstiges
- Zum Jahreswechsel 1937/38 wurde in Wasserburg am Bodensee die Uli-Wieland-Straße nach ihm benannt und am Landsitz seines Großvaters ein Gedenkstein aufgestellt.[1]

- In seinem Heimatklettergebiet Blautal am Südrand der Schwäbischen Alb steht in Weiler/Achtal die Uli-Wieland-Hütte der Sektion Ulm des Deutschen Alpenvereins.

- Zu Ehren Wielands wurde die Hauptschule in Vöhringen bei Ulm anlässlich seines 50. Todestages im Jahr 1984 in Uli-Wieland-Volksschule (Hauptschule) umbenannt.[2] Auf der Website der Schule ist zu lesen:

„Uli Wieland war ein vorbildlicher Mensch. Durch sein berufliches Streben, sein pflichtbewusstes Handeln und seinen uneigennützigen Einsatz ist er ein Vorbild für die Jugend.“